# Swede Halbrook
Harvey Wade "Swede" Halbrook (nacido el 30 de enero de 1933 en Portland, Oregón y fallecido el 5 de abril de 1988 en la misma ciudad) fue un jugador de baloncesto estadounidense que disputó dos temporadas en la NBA, además de jugar durante otras 5 en la AAU. Con 2,21 m (7′ 3″) de estatura, jugaba en la posición de pívot.

## Trayectoria deportiva

### Universidad
Jugó durante dos temporadas con los Beavers de la Universidad Estatal de Oregón, en las que promedió 21,0 puntos y 13,0 rebotes por partido. Cuando ingresó en la universidad, la revista Life lo anunció como el jugador más alto de baloncesto de la historia. Posee varios récords de los Beavers, entre ellos el de más rebotes en un partido, con 36 logrados ante Idaho, o el de más tiros libres lanzados en una temporada, con 328 en 29 partidos en 1954. En sus dos temporadas fue incluido en el mejor quinteto de la Pacific Coast Conference.

### Profesional
Abandonó la universidad en 1955 para jugar con los Wichita Vickers de la AAU, siendo elegido al año siguiente en la vigésimo novena posición del Draft de la NBA de 1956 por Syracuse Nationals, pero continuó jugando cuatro temporadas más con los Vickers, ganando el título de campeón en 1959.
En 1960 fichó finalmente por los Nats, y en su primera temporada, jugando como suplente de Red Kerr, promedió 4,9 puntos y 7,0 rebotes por partido. Al año siguiente mejoró su marca anotadora, con 6,3 puntos por partido, quedándose con 6,2 rebotes. Tras ser despedido al término de la temporada, se retiró, regresando a su ciudad natal, Portland.

## Estadísticas de su carrera en la NBA

### Temporada regular
| Temporada | Edad | Equipo             | Liga | P   | TIT | MIN  | TC  | TCA | %TC  | 3P | 3PA | %3P | TL  | TLA | %TL  | R.OF. | R.DEF. | REB | ASIS | ROB | TAP | PER | FP  | PTS |
| 1960-61   | 28   | Syracuse Nationals | NBA  | 79  |     | 14.3 | 2.0 | 5.9 | .335 |    |     |     | 1.0 | 1.8 | .543 |       |        | 7.0 | 0.4  |     |     |     | 3.3 | 4.9 |
| 1961-62   | 29   | Syracuse Nationals | NBA  | 64  |     | 14.2 | 2.4 | 6.6 | .360 |    |     |     | 1.5 | 2.4 | .636 |       |        | 6.2 | 0.5  |     |     |     | 2.8 | 6.3 |
| Total     |      |                    | NBA  | 143 |     | 14.3 | 2.1 | 6.2 | .347 |    |     |     | 1.2 | 2.0 | .591 |       |        | 6.6 | 0.4  |     |     |     | 3.1 | 5.5 |

### Playoffs
| Temporada | Edad | Equipo             | Liga | P | MIN | TCA | TC | 3PA | 3P | TLA | TL | R.OF. | REB | ASIS | ROB | TAP | PER | FP | PTS | %TC  | %3P | %FT  | MIN  | PTS | REB  | AST |
| 1960-61   | 28   | Syracuse Nationals | NBA  | 8 | 172 | 24  | 72 |     |    | 14  | 20 |       | 83  | 12   |     |     |     | 21 | 62  | .333 |     | .700 | 21.5 | 7.8 | 10.4 | 1.5 |
| Total     |      |                    | NBA  | 8 | 172 | 24  | 72 |     |    | 14  | 20 |       | 83  | 12   |     |     |     | 21 | 62  | .333 |     | .700 | 21.5 | 7.8 | 10.4 | 1.5 |